# Heiligenberg (Heidelberg)

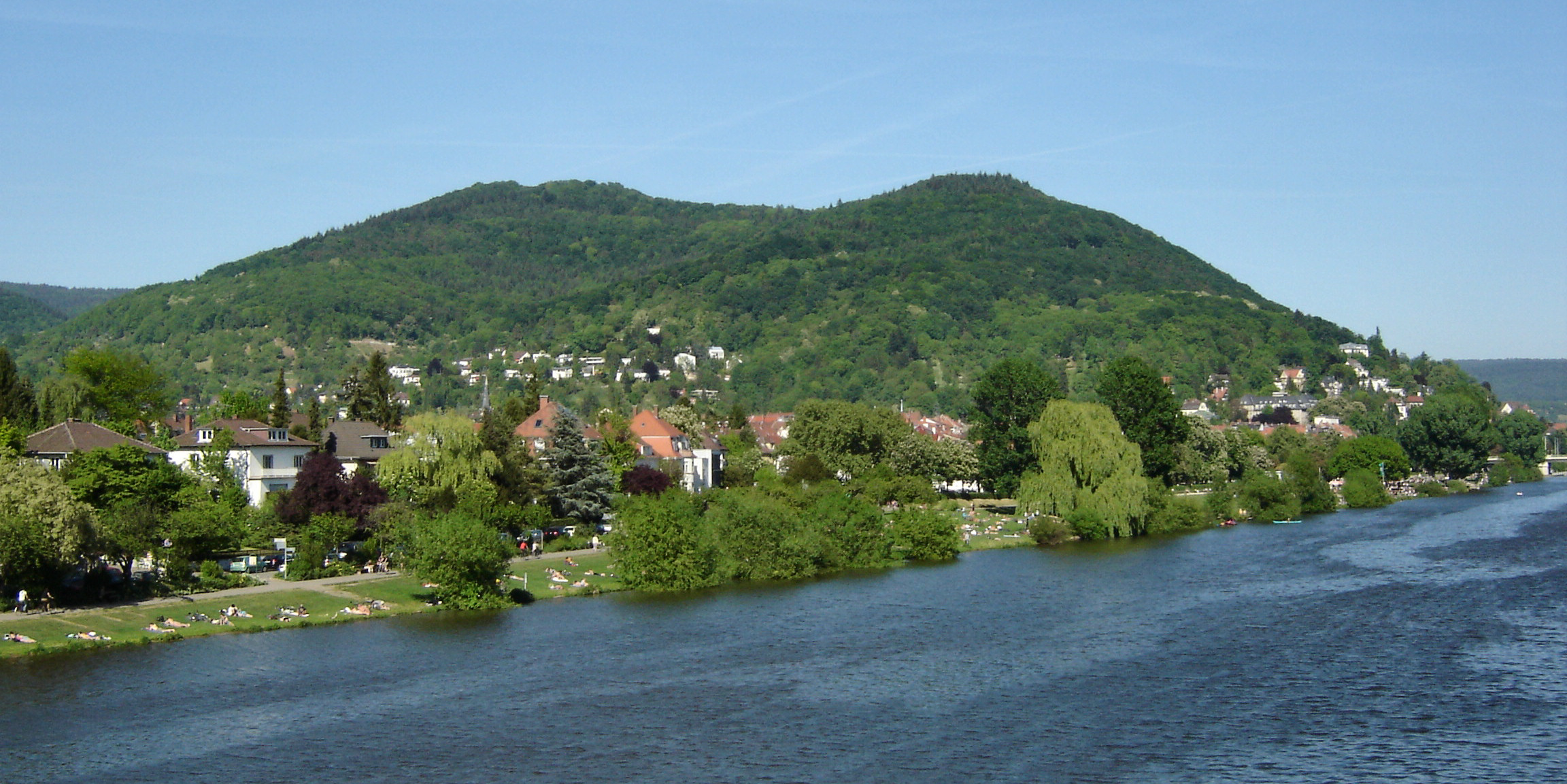
O Heiligenberg em vista a jusante do rio Neckar, com o distrito de Neuenheim ao fundo

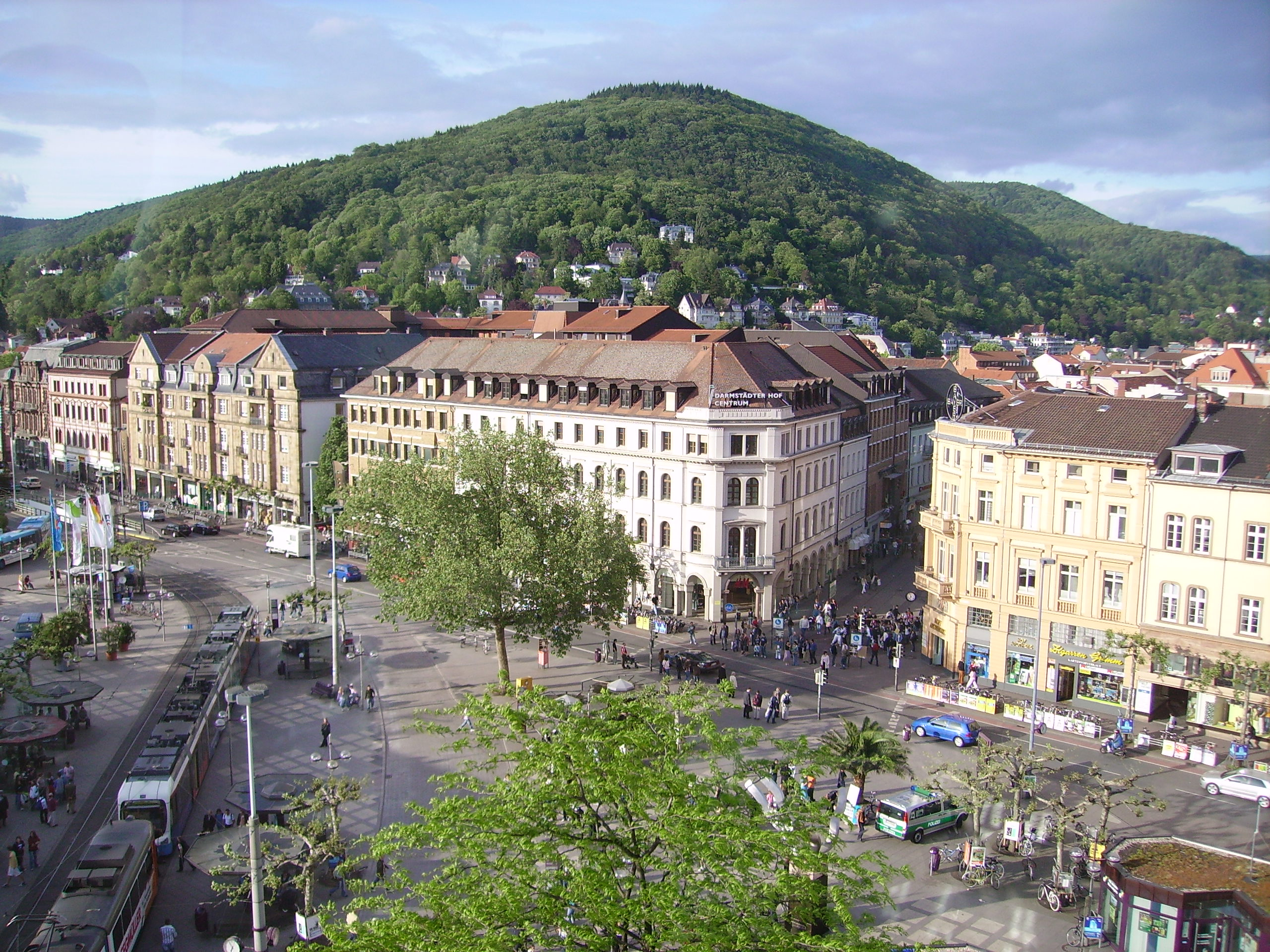
Vista da Bismarckplatz tomada do Heiligenberg

O Heiligenberg é um morro com 439,9 metros acima do nível do mar, localizado em Heidelberg, nos distritos de Neuenheim e Handschuhsheim. Juntamente com o Königstuhl é uma formação montanhosa de Heidelberg. Na época da dinastia carolíngia foi denominado Aberinsberg, recebendo depois a denominação Allerheiligen-Berg (em latim: mons omnium sanctorum).

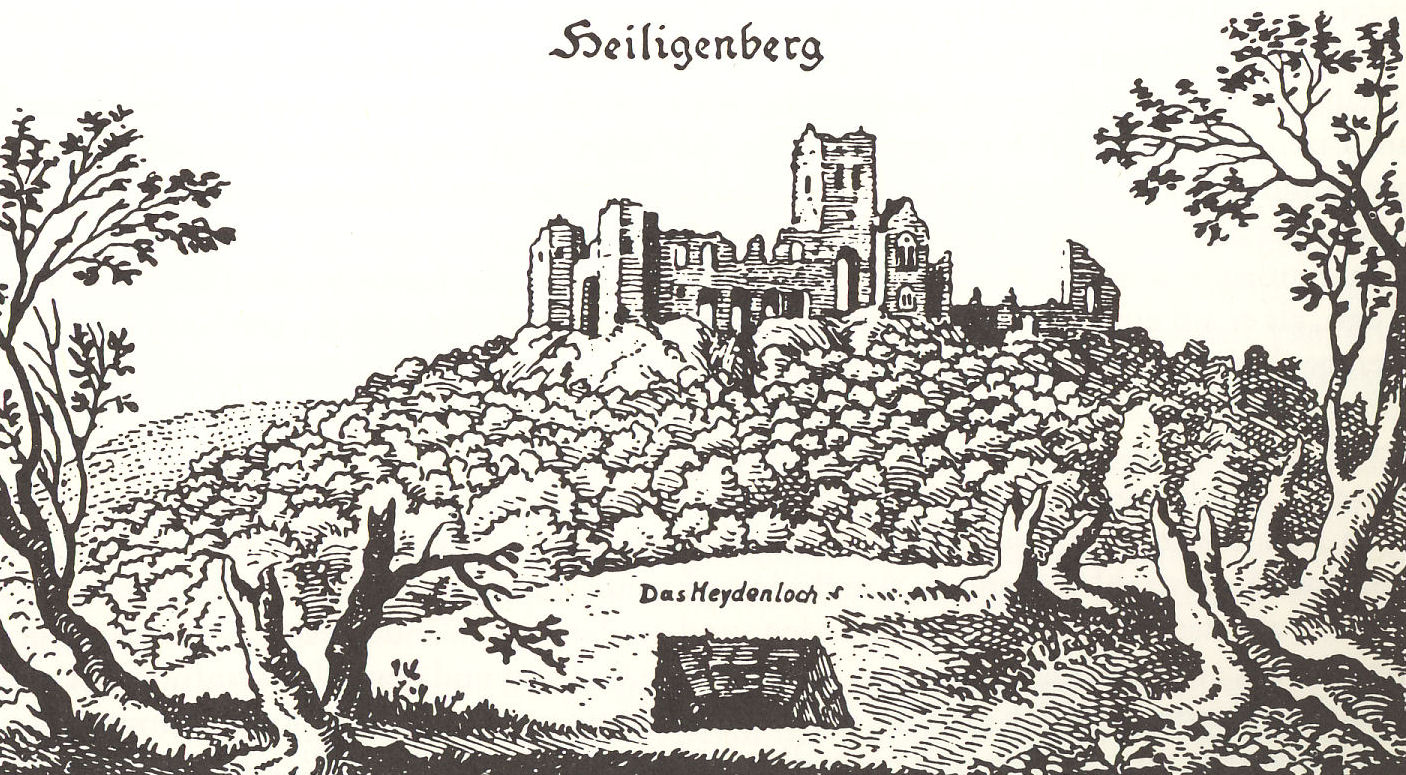
Heiligenberg em 1645, por Matthäus Merian

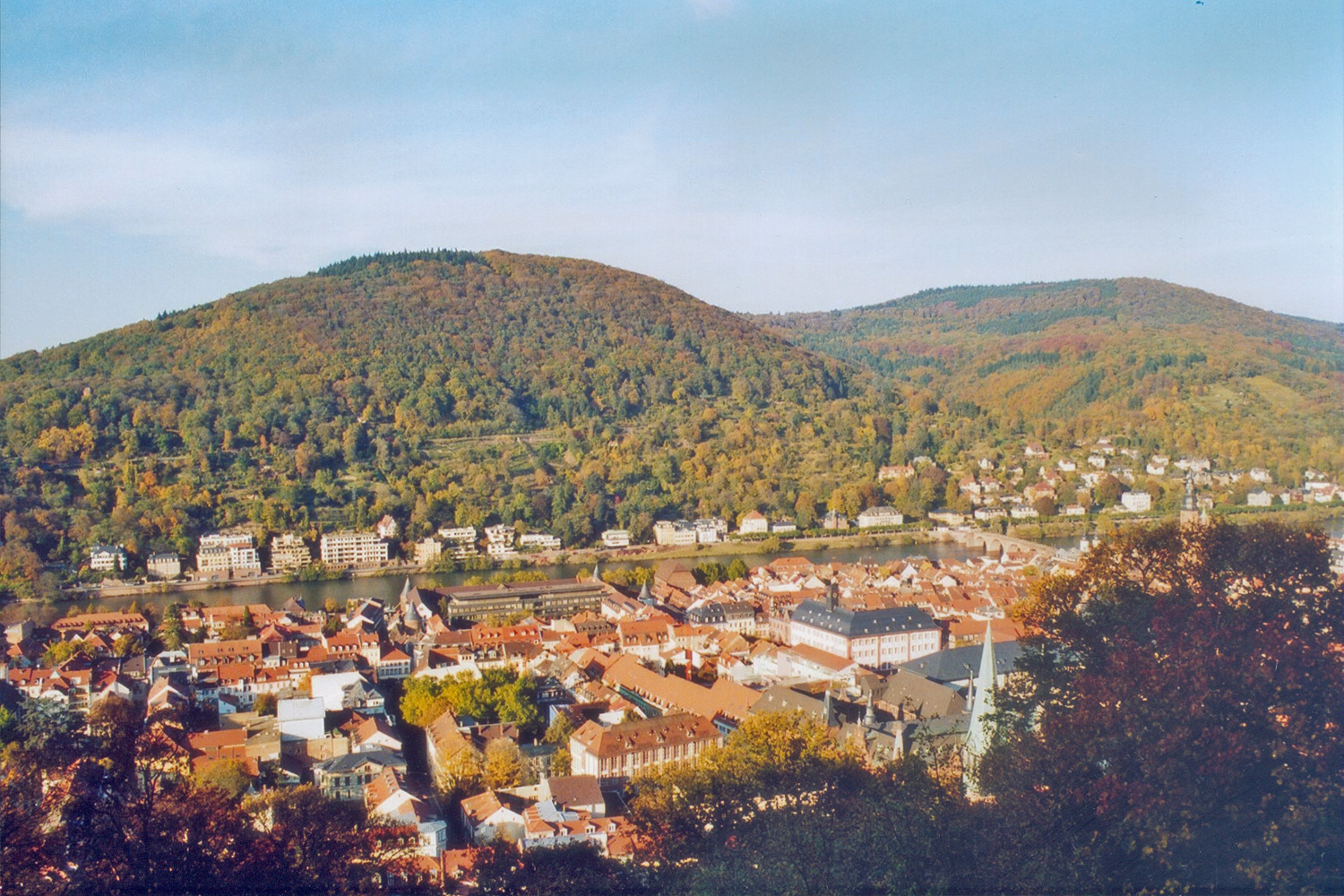
Heiligenberg com o distrito de Altstadt e o rio Neckar

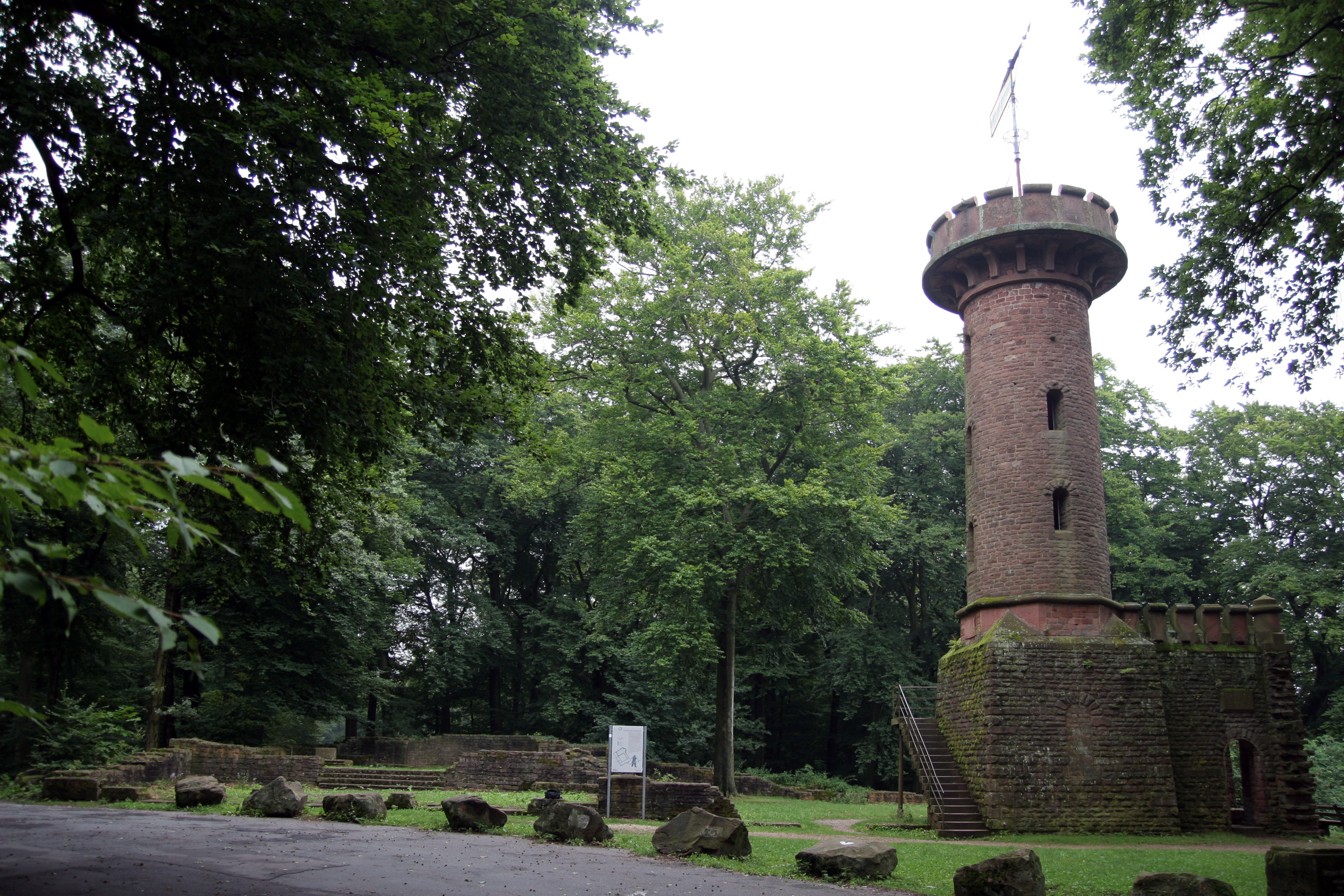
Heiligenbergturm com ruínas do Mosteiro de Stefan

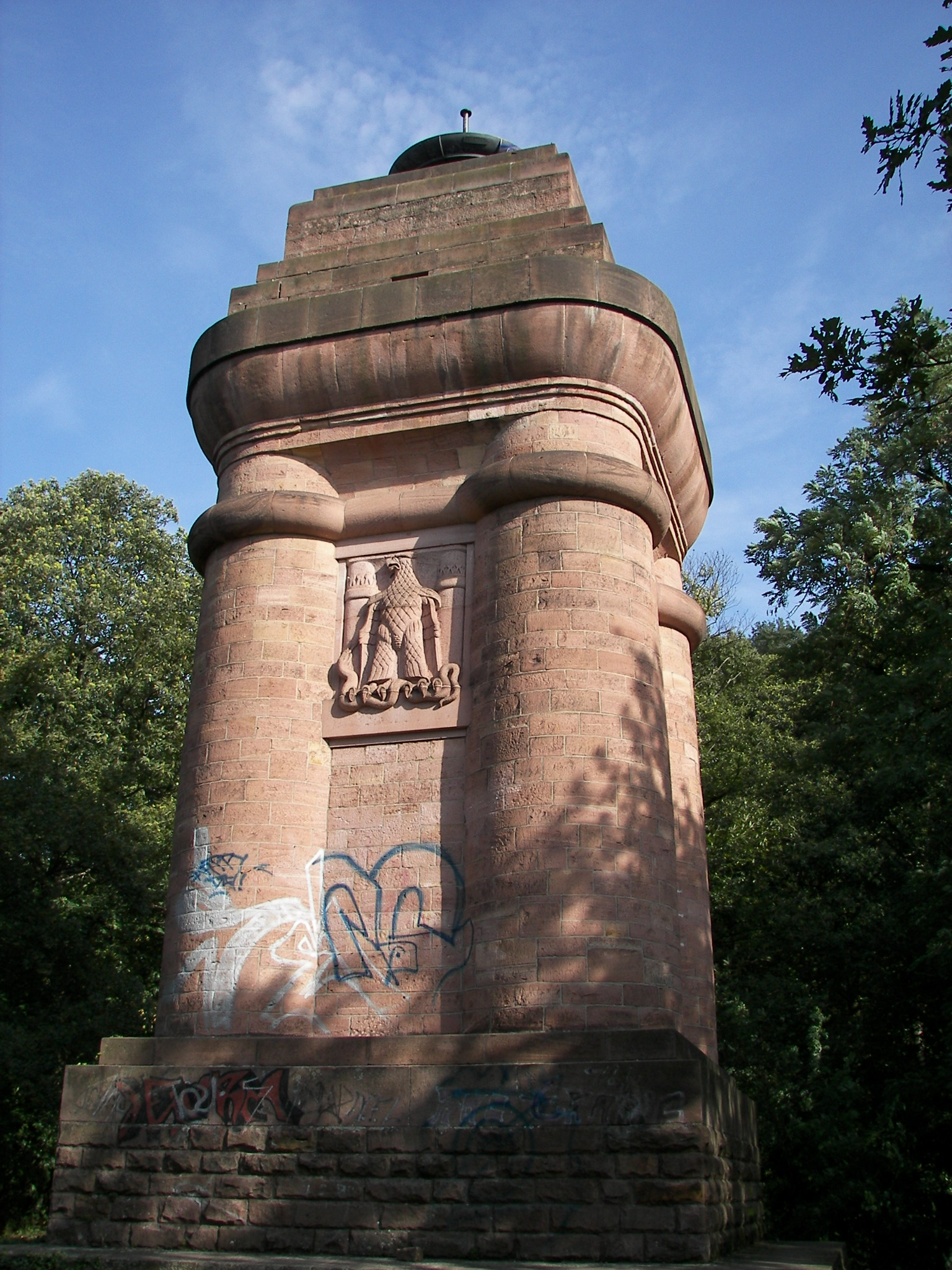
Torre de Bismarck